# Flygbassäkerhetstjänst
Flygbassäkerhetstjänst, förkortat FBS eller "Flygbassäk" bedrivs av Flygvapnet. Flygbassäk är ersättare till/utveckling av flygvapnets tidigare Närskyddsplutoner i Bas 90-systemet, ännu en befattning för värnpliktiga i Sverige.
Kring en flygbas finns (i den organisation som gällde 2005) två insatskompanier, som skyddas av två flygbassäkplutoner vardera. Flygbassäk verkar utanför flygbasen, utnyttjande tjänstehundar, för att hitta och bekämpa eventuella special/jägarförband som försöker ta sig in mot flygbasen. Detta görs genom patrullering, stridsspaning, genomsök, observationsplatser, med mera. Plutonerna får hjälp av spaningsinformation från Flygbasjägarna, som arbetar längre utanför flygbasen.
Flygbassäkssoldaternas uppgift är inte bara att söka upp fiender, utan även att helt enkelt säkerställa att det de facto inte finns några fientliga objekt, fientlig trupp eller andra oönskade i området kring flygbasen. 
En grupp kan bestå av gruppchef, hundförare, två tungvapenskyttar/säkrare, fordonsförare, samt M203/understötsskytt. Fem-sex grupper samt en stabsgrupp ingår i en pluton. Grupperna arbetar i skift för att hela tiden patrullera av plutonens arbetsområde, och säkerställa att ingen har passerat in eller ut, eller lämnat materiel i terrängen.